# وحيد الطويلة
وحيد الطويلة (مواليد 4 يونيو 1960 في كفر الشيخ) هو كاتب مصري. عمل خبيرًا للعلاقات الثقافية بالمؤسسة العامة للحي الثقافي في قطر «كتارا» بين عامي 2006 و2009. كما عمل خبيرًا إعلاميًا في جامعة الدول العربية فترتين: بين عامي 1993 و2006 وعامي 2009 و2012. يعمل حاليًّا مدير مكتب مجلة الدوحة في القاهرة، ورئيس المنظمة العربية للمقاهي، وعضو اتحاد المقاهي العالمي.

## مؤلفاته
- «خلف النهاية بقليل» (مجموعة قصصية)، 2002[4]
- «كما يليق برجل قصير» (مجموعة قصصية)، 2003[5]
- «ألعاب الهوى» (رواية)، 2004[6]
- «أحمر خفيف» (رواية)، 2008[7]
- «باب الليل» (رواية)، 2013[8]
- «حذاء فيلليني» (رواية)، 2016[9]
- «مائة غمزة بالعين اليسرى» (مجموعة قصصية)، 2016[10]
- «جنازة جديدة لعماد حمدي» (رواية)، 2019[11]
- «الحب بمن حضر» (رواية)، 2024[12]

## الجوائز
• جائزة ساويرس للرواية، فئة كبار الكتاب، 2015، عن رواية «باب الليل»